# 司馬彥璋
司马彦璋（4世纪—402年），东晋宗室，晋简文帝的曾孙，会稽王司马道子之孙，会稽忠世子司马元显的次子。
隆安四年（400年）十一月出继东海哀王司马冲（晋简文帝的哥哥）为曾孙，袭封东海王，改以吴兴郡（治今浙江省湖州市）作为东海国（治今山东省郯城县）的支郡，以何无忌为东海国中尉，加广武将军。元兴元年（402年）三月，晋军败于桓玄叛军，司马彦璋与父亲司马元显，冠军将军毛泰，游击将军毛邃一同遇害，斩杀于市，东海国除。何无忌入市恸哭而出，时人称其为义。
| 前任： 司马奕 | 晋朝东海王 400年－402年 | 繼任： 国除 |